# فهرست رودهای ارمنستان

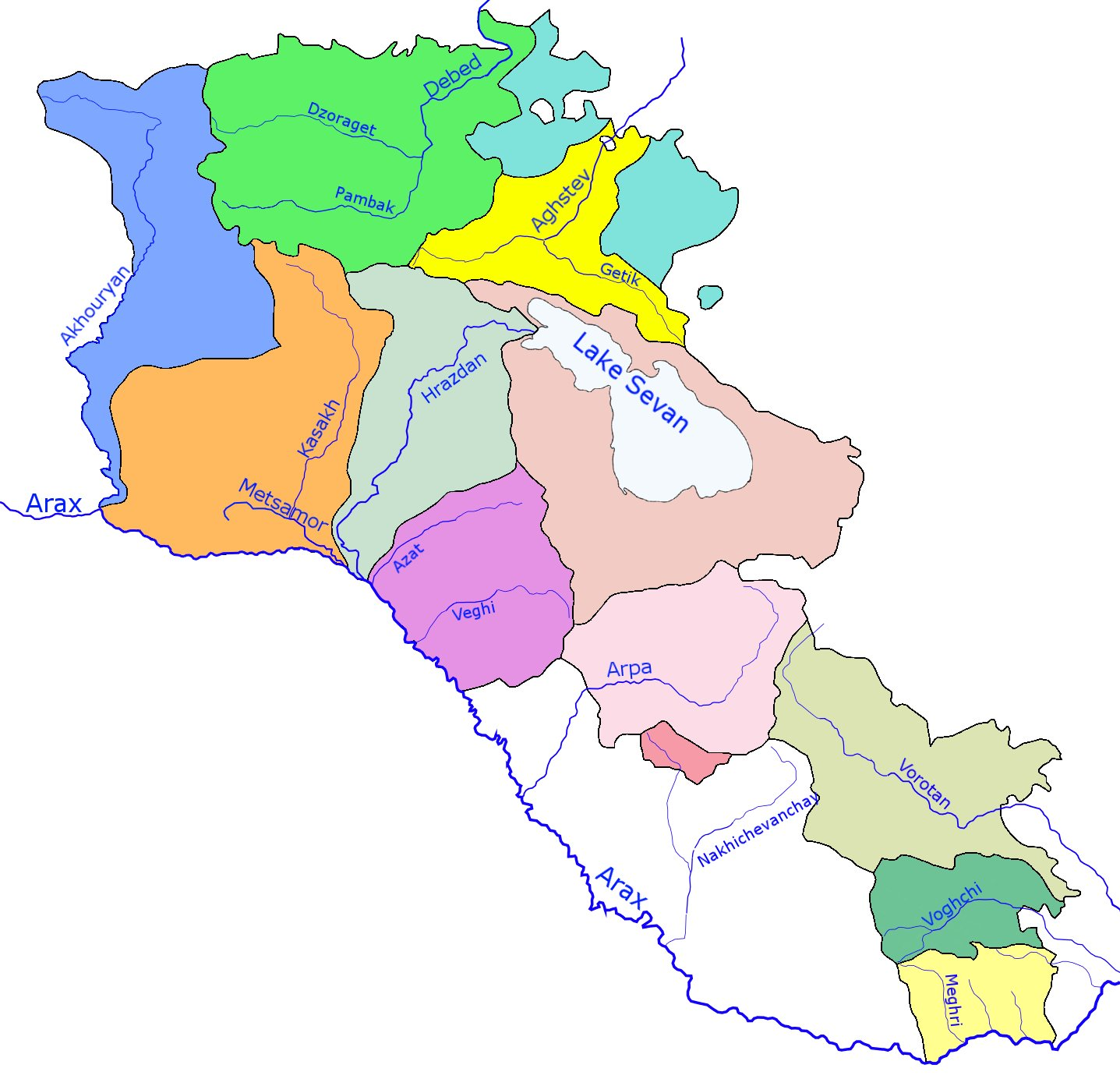
نقشه رودهای ارمنستان و حوضه آنها

فهرست رودهای ارمنستان (انگلیسی: List of rivers of Armenia) بخشی از حوزه آبخیز دریای خزر یا دریاچه سوان هستند. در طول تاریخ، ارمنستان توسط آشوری‌ها نایری به معنای سرزمین دریاچه‌ها و رودخانه‌ها نامیده می‌شد. ۱۶ رودخانه بالای ۵۰ کیلومتر (۳۱ مایل) وجود دارد. طولانی‌ترین رود ارس در عهد عتیق به عنوان یکی از چهار رود مقدس باغ عدن ذکر شده است. در ارمنستان حدود ۹۴۸۰ رودخانه و نهرهای کوچک نیز وجود دارد.